# Javornik (samhälle)
Javornik är ett samhälle i Kroatien.   Det ligger i länet Moslavina, i den centrala delen av landet, 90 km söder om huvudstaden Zagreb. Javornik ligger 269 meter över havet och antalet invånare är 114.
Terrängen runt Javornik är varierad. Javornik ligger uppe på en höjd. Runt Javornik är det ganska tätbefolkat, med 67 invånare per kvadratkilometer. Närmaste större samhälle är Dvor, 6,4 km norr om Javornik. Omgivningarna runt Javornik är en mosaik av jordbruksmark och naturlig växtlighet.